# スナッグ・ハーバー

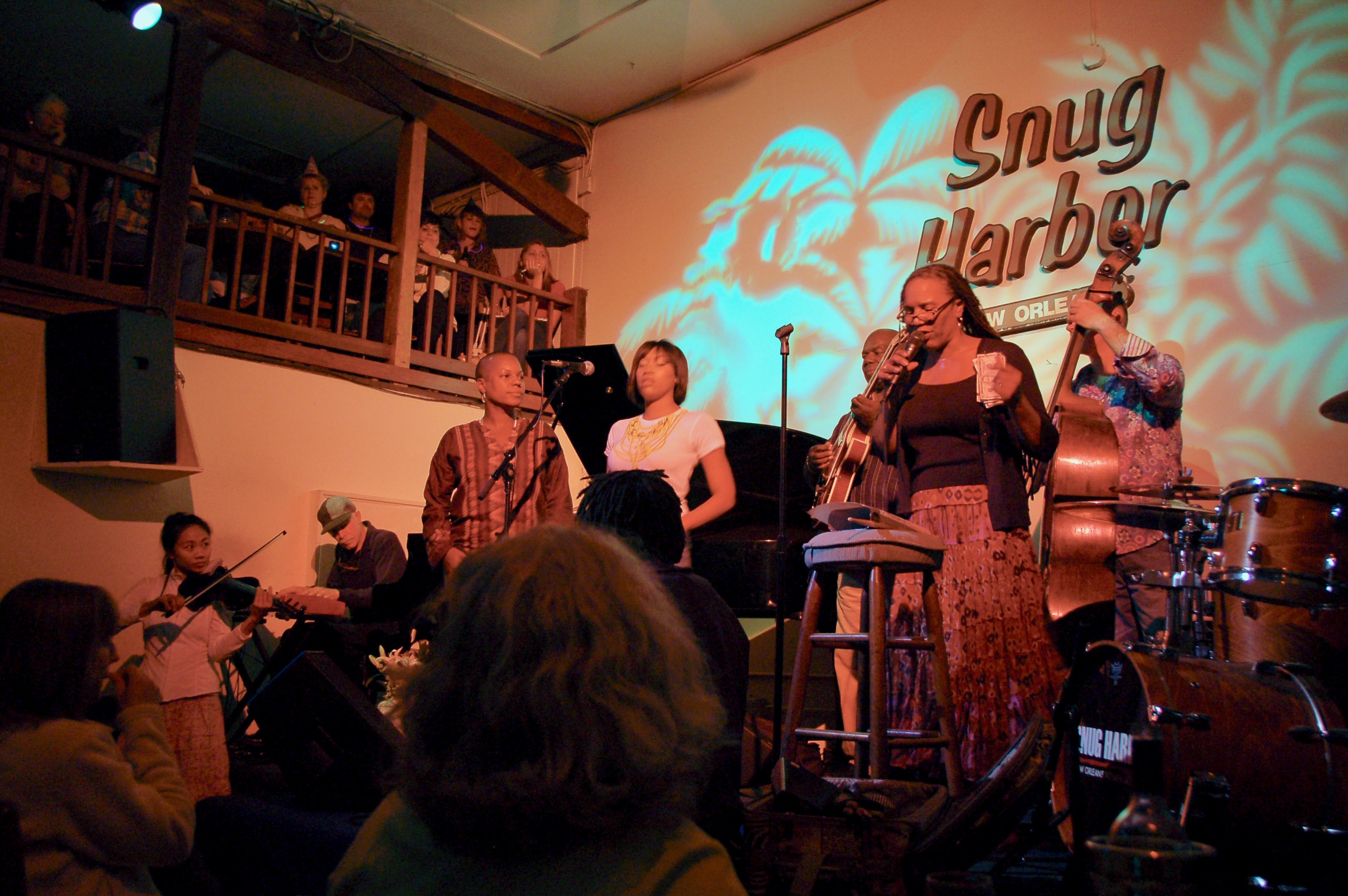
スナッグ・ハーバーに出演するシャーメイン・ネヴィル (2008年)

スナッグ・ハーバー (Snug Harbor)は、米国ルイジアナ州ニューオーリンズ、フォーバーグ・マリニー地域のフレンチメン・ストリートに位置する著名なジャズ・クラブである。

## 概要
スナッグ・ハーバーは、ニューヨーク・タイムズ紙に「ニューオーリンズで最も品の高いジャズ・クラブ」と評され、またローリング・ストーン誌は、「音楽的なランドマーク」と表現した。同クラブでは、地元はもとより、全米の著名なジャズ・ミュージシャンがライブ演奏を行っている。レギュラーの出演者の中にはシャーメイン・ネヴィル、エリス・マルサリス、アーヴィン・メイフィールドらがいる。
同クラブはグレン・メニッシュによって設立され、後にジョージ・ブルマットへ売却された。ブルマットは2007年までオーナーであったが、同年63歳で心臓発作により他界している。
ハリケーン・カトリーナの影響で一時的に閉鎖に追い込まれ、ニューオーリンズのジャズ文化に大きな打撃を与えることとなった。しかし数ヵ月後には再開し、今日も地元のジャズ・シーンにおいて重要な演奏の場として機能している。